# Kínai konyhaművészet

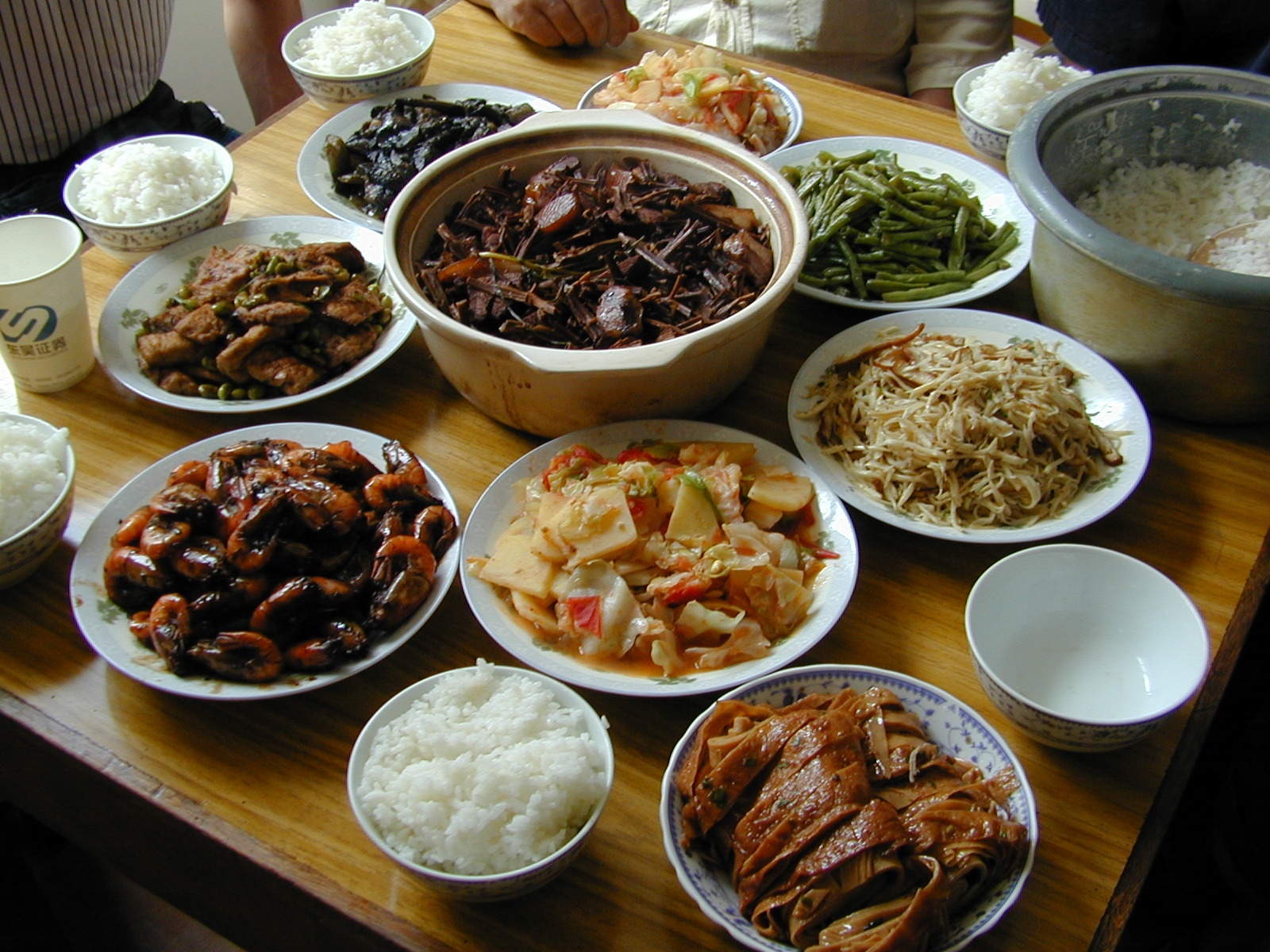
Kínai terített asztal

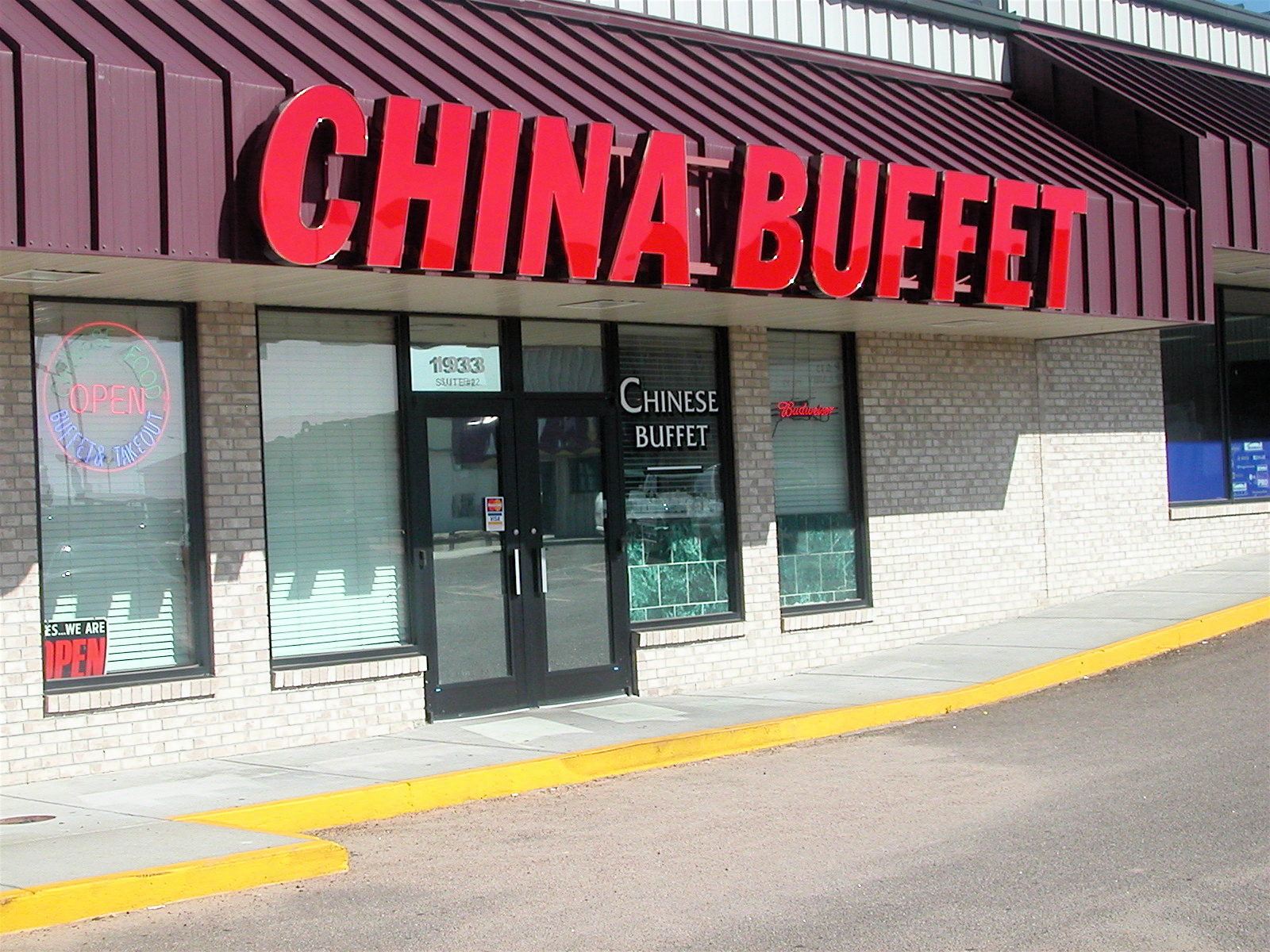
Kínai étterem az USA-ban

Kínai konyha gyűjtőnéven említik a Kínában honos főzési eljárásokat, ételeket és étkezési szokásokat, bár a megnevezés erős általánosítás. Egységes kínai konyha valójában nem létezik, az ország óriási területe és sokszínű nemzetiségi megoszlása miatt igen változatos és helyenként jelentősen eltérő módszereket, étkeket találunk.

## Területi megoszlás
Kínán belül 8 nagyobb regionális konyhát szokás megkülönböztetni:
- Anhui konyhája (Anhuj)
- Guangdong konyhája (Kuangtung, Kanton)
- Fujian konyhája (Fucsien)
- Hunan konyhája (Hunan)
- Jiangsu konyhája (Csiangszu)
- Shandong konyhája (Santung)
- Sechuan konyhája (Szöcsuan, Szecsuan)
- Zhejiang konyhája (Csöcsiang)

## Ételek
Az étkezés Kínában tradicionálisan két fontos összetevőből áll: szénhidrátból (ez többnyire rizs, vagy tészta) illetve az ezt kísérő és kiegészítő egyéb fogásokból (húsok, zöldségek, halak, töltött tészták és tofu). Főfogás abban az értelemben, mint nálunk nincsen. A leves nem feltétlenül előétel, sokszor az étkezés végén vagy vége felé hozzák ki. A rizs, illetve az ebből készült tészta Dél-Kína alapvető élelmiszere, de az északi régióban inkább a búzából készült tészta dominál. A világon a császárság kora óta készített pekingi kacsát tartják Kína nemzeti eledelének.

## Eszközök

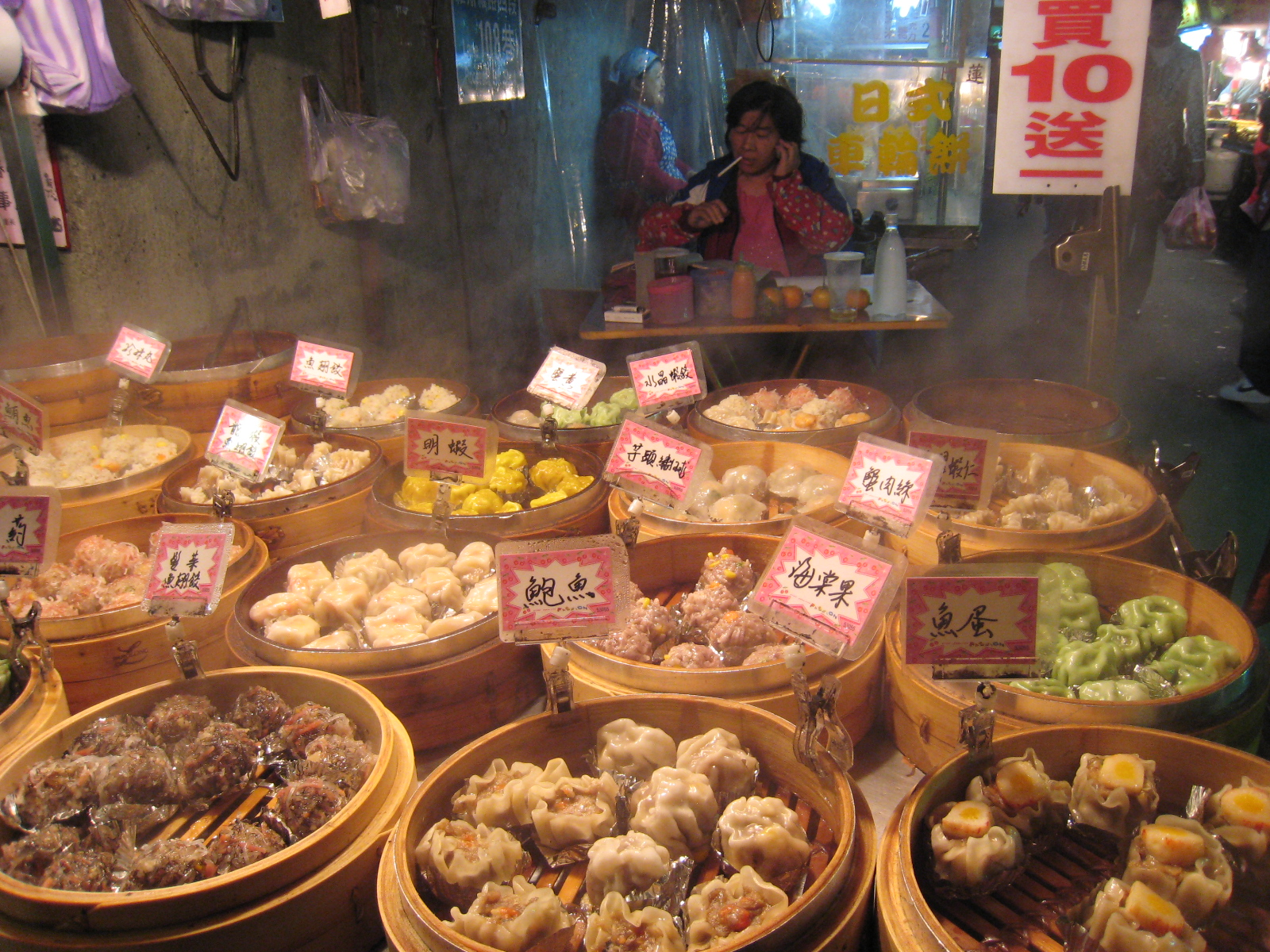
Töltött tészták bambusz gőzölőben

### Evőeszközök
Kínában hagyományosan evőpálcikát használnak a szilárd ételek fogyasztásához, ezért ezeket általában apró falatokra (kockákra, csíkokra) vágva tálalják. A kínai kultúrában nem terjedt el a villa és kés használata az asztalnál. A leveseket lapos, széles, jellemzően porcelán kanállal eszik, kicsi porcelán csészékből. A rizst vagy tésztát szintén csészéből fogyasztják. A rizst általában ragadósra főzik, így pálcikával is könnyen fogyasztható.
Egyes legendák szerint a pálcikák használatát Konfuciusz mester vezette be Kínába. Ekkor az országban heves harcok dúltak, és Konfuciusz, mint bölcs gondolkodó arra a megállapításra jutott, hogy "márpedig az erőszakot száműzni kell az asztaltól". Így került le az evőpalettáról a mindenféle szúró- és vágóeszközök használata.[forrás?]

### Konyhai eszközök
A kínai szakács a darabolás és aprítás elvégzéséhez bárdot használ, ennek élével darabol, fokával és lapjával puhít és morzsol. Az apróbb csontokat nem veszik ki a húsból, hanem egyszerűen csonttal együtt darabolják a húst (például a csirkét) a bárddal. Az univerzális főzőedény a wok, melyben sütni, főzni, párolni egyaránt lehet. Halak, zöldségek és töltött tészták gőzben történő párolásához bambuszedényeket használnak, melyeket egy wokban egymásra helyezve egyszerre többféle étel is gőzölhető, alájuk kevés levest vagy vizet öntenek. A rizst manapság már jellemzően elektromos rizsfőző készülékben készítik.

## Tálalás

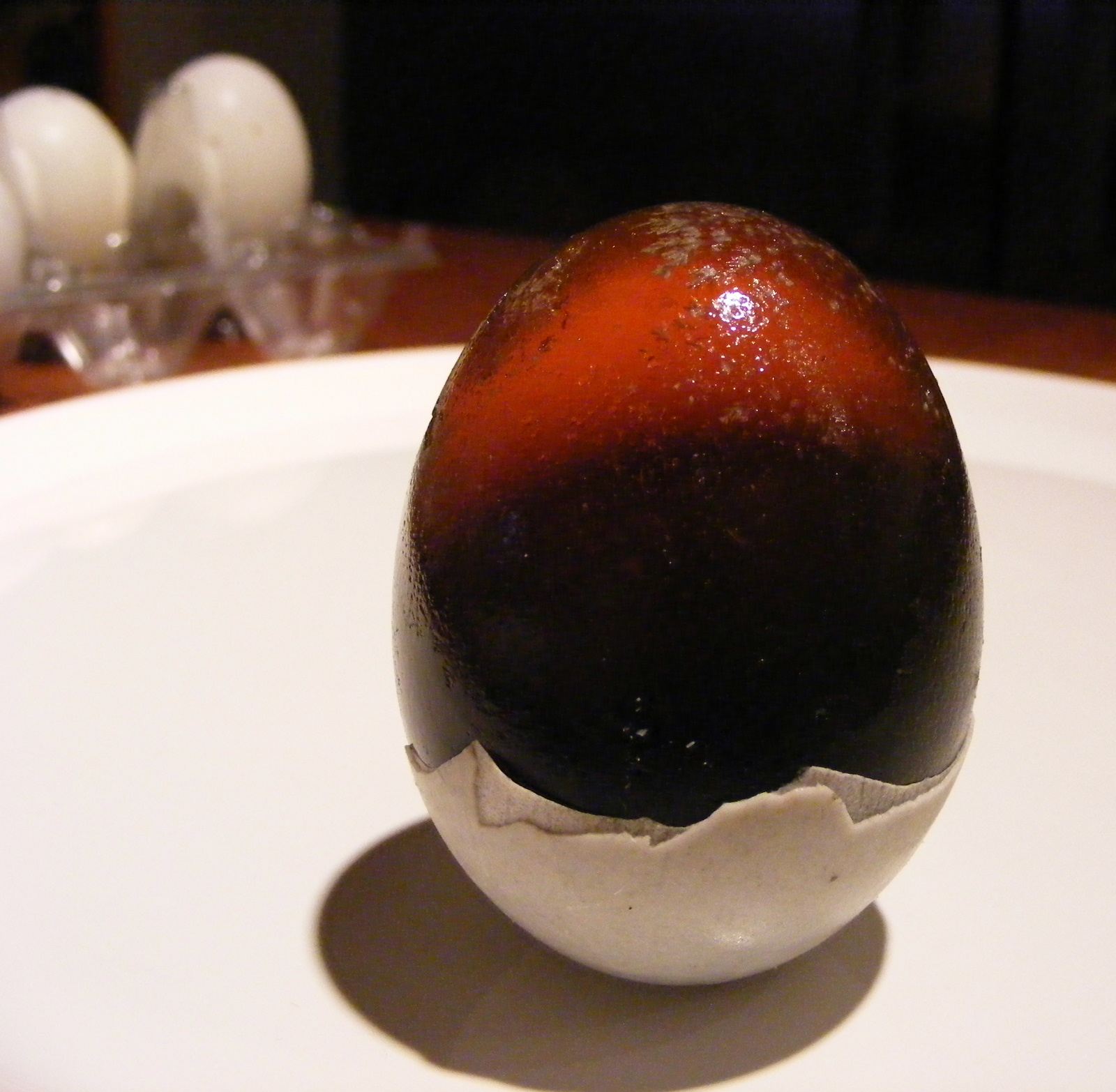
"Ezeréves", avagy "százéves" tojás, a kínai konyha híressége. Hamu és oltott mész keverékéből készült krémes jellegű anyaggal vonják be a kacsatojást, majd tálalás előtt hűvös helyen másfél hónapig hagyják nyugodni

Kínában hagyományosan külön csészében kapja mindenki a rizst vagy tésztát (sokszor csak az étkezés végén), illetve egy másik csészét kis kanállal a leveshez. A többi fogást az asztal közepén helyezik el, ezekből mindenki vehet a pálcikájával és azt eheti a rizs mellé, vagy magában. Az éttermekben az ötfős és annál nagyobb asztalok a legtöbbször kerek alakúak, közepén sokszor forgatható tálcával, hogy mindenki könnyen elérhesse és maga felé fordíthassa azt az ételt amelyből venni szeretne. Általában mindenki előtt van egy kisebb lapos tányér is az asztalon, ahová a középről kiemelt falatokat lehet helyezni, de ide kerülnek a csontok, vagy például a rák páncélja is. Ezeket a tányérokat egyes éttermekben egy étkezés alatt többször is cserélik attól függően, mennyi hulladék gyűlt össze rajtuk. A halat sokszor egészben párolva teszik az asztalra és nem darabolják apróra. A puhára párolt halból könnyedén vehetők ki kisebb falatok a pálcikával.
Általános szabály, hogy legalább eggyel több fajta fogást kell rendelni, mint ahányan az asztalt körbeülik (a rizst nem számítva). Az éttermekben a fogásokat nem egyszerre hozzák ki, hanem amint elkészülnek, folyamatosan hozzák. Általában az a jó, ha marad valami az asztalon, amennyiben minden elfogy, illik még rendelni.
A Hot pot éttermekben az asztal közepén egy fazék van, amiben a levest gázláng vagy parázs tartja forrásban, és ebbe a folyamatosan rotyogó lébe teszik bele a nyers és előfőzött alapanyagokat.